# Friday (roman)
Friday este un roman științifico-fantastic din 1982 de Robert A. Heinlein. Prezintă povestea unei „persoane artificiale” de sex feminin, denumită Friday Jones - o femeie creată artificial din ADN-ul uman hibrid, concepută genetic pentru a fi mai puternică, mai rapidă, mai inteligentă și, în general, mai bună decât oamenii normali. Oamenii artificiali au o răspândire largă și o mare parte din poveste tratează lupta lui Friday atât împotriva prejudecăților, cât și pentru a-și ascunde atributele ei îmbunătățite față de alți oameni. Povestea are loc într-un secol al XXI-lea balcanizat, în care națiunile continentului nord-american au fost împărțite într-o serie de state mai mici.
Friday a fost nominalizat la Premiul Nebula pentru cel mai bun roman și la Premiul Hugo pentru cel mai bun roman în 1983.

## Legături externe
- en  Istoria publicării lucrării Friday la Internet Speculative Fiction Database
- en  Istoria publicării lucrării Friday  la The Internet Book Database of Fiction
- Friday la Worlds Without End
- Friday la Open Library

## Vezi și
- 1982 în științifico-fantastic